# غراهام ستيلويل
غراهام ستيلويل (بالإنجليزية: Graham Stilwell)‏ مواليد 15 نوفمبر 1945 في باكينغهامشير، إنجلترا، هو لاعب كرة مضرب بريطاني سابق بدأ مسيرته كمحترف سنة 1968 وكان يلعب باليد اليمنى، اعتزل اللعب في 1975.

## روابط خارجية
- غراهام ستيلويل على موقع رابطة محترفي التنس (الإنجليزية)
- غراهام ستيلويل على موقع الاتحاد الدولي لكرة المضرب (الإنجليزية)
- غراهام ستيلويل على موقع كأس ديفيز (الإنجليزية)
- غراهام ستيلويل على موقع أرشيف التنس.كوم (الإنجليزية)
- غراهام ستيلويل على موقع خلاصة التنس.كوم (الإنجليزية)